# Зірка (Перм)
«Зірка» — російський футбольний клуб з Пермі. «Зірка» існувала з 1932 року й незмінно брала участь у чемпіонатах з 1945 року. Найкраще досягнення в першості Росії — 3 місце у Першій лізі зони «Центр» у 1992 році.
Відомо, що вболівальники команди з початку 1990-х років використовували прапори з синіх, червоних і зелених смуг (кольори герба міста Пермі зразка 1969 року).
Сезон 1996 року команда грала у першості Пермської області, після чого повністю припинила існування. Гравці в основному перейшли у пермські клуби «Амкар» і «Динамо».
В 2018 році керівництвом Пермського краю було прийняте рішення відродити команду. З сезону 2018/19 команда виступає у ПФЛ, у группі «Урал-Приволжжя».

## Колишні назви
- 1945—1951 — «Крила Рад»
- 1952—1957 — команда м. Молотова

## Гравці
- Маркін Олександр Андрійович 1971-74, Майстер спорту (з 1976)
- Козловських Олександр Георгійович 1970-73, Майстер спорту (з 1976)
- Сесюнін Євген Зіновійович 1972-75, Майстер спорту (з 1968)
- Шалашов Володимир Миколайович 1974-78
- Карабанов Валерій Дмитрович 1970-74
- Єгоршин Володимир Дмитрович 1970-72, Майстер спорту (з 1970)
- Розказов Микола Тимофійович 1946-47, Засл.тренер РРФСР (з 1968)
- Аляб'єв В'ячеслав Михайлович 1954, Майстер спорту (з 1961)
- Слесарев Віктор Юхимович 1974-79, Майстер спорту (з 1987)
- Зеленкін Олександр 1977-79
- Садирін Павло Федорович 1959-64, Майстер спорту (з 1967), Засл.тренер РРФСР (з 1984)
- Баймухамедов Боуржан Ісаєвич 1976-79
- Комков Анатолій Олексійович [1952 — 2009] 1974-76, 1977-79, 1984, 1987-89, 1992, Майстер спорту (з 1991)
- Каров Микола Леонідович (1945—1947)
- Усов Сергій Михайлович 1979-92, 1994
- Соловйов Володимир Олексійович 1973-79

- Парамонов Костянтин Валентинович 1991-95, Майстер спорту
- Попов Олексій Владиславович 1995, Майстер спорту
- Оборін Сергій Григорович 1978-88, 1992, Майстер спорту (з 1990)
- Армішев Сергій Миколайович 1993-95
- Сметанін Андрій Русланович 1986-87
- Матвєєв Лев Миколайович 1990-91, 1993-94
- Чебанов Сергій Миколайович 1987-94
- Худорожков Сергій Павлович 1982-88, 1989-94
- Хайрулін Юрій Зякієвич 1993-95
- Алікін Ігор Сергійович 1984, 1989-92, 1994-95
- Краєв Сергій Геннадійович 1989, 1993-95
- Зорін Дмитро 1985-87, 1989-92
- Галеутдінов Олександр Вадимович 1990-92, 1994-95
- Волков Юрій Анатолійович 1984-93
- Петров Юрій Анатолійович 1987-95
- Яковлєв Микола 1984, 1987-88, 1992
- Шестаков Михайло 1982-93
- Філімонов Володимир 1986-93

## Тренери
- 1968-76  Самарін Микола Олександрович мс (з 1970), Зтр РРФСР (з 1974)
- 1977  Найдьонов Арсеній Юділєвич
- 1978-79  Дяченко Юрій Михайлович Зтр РРФСР (з 1978)
- 1981-82  Бондаренко Геннадій Борисович Майстер спорту СРСР
- 1984, 1988-94  Слєсарєв Віктор Юхимович Зтр РРФСР (з 1991)
- 1995  Звягін Віктор Васильович

## Начальники команди
- 1974—1976  Каров Микола Леонідович (1968—1979 — адміністратор)